# Nakayama Takashi
Nakayama Takashi (japanisch 中山 巍; geboren 24. August 1893 in Okayama; gestorben 19. Mai 1978) war ein japanischer Maler im Yōga-Stil.

## Leben und Wirken
Nakayama Takashi studierte Malerei unter Kuroda Seiki und dann unter Fujishima Takeji in der Abteilung für Westliche Malerei an der „Tōkyō bijutsu gakkō“ (東京美術学校), einer der Vorläufereinrichtungen der heutigen Universität der Künste Tokio und machte 1920 seinen Abschluss. Es folgte ein Aufbaustudium (研究科), das er 1922 abschloss.
1922 wurde sein Bild „Shōfu“ (樵夫) – „Holzfäller“ auf der 1. „Teikoku bijutsu-in tenrankai“ angenommen. Im selben Jahr ging er zur Weiterbildung nach Frankreich, wo er Werke von Vlaminck und Chagall sah, die großen Eindruck auf ihn machten. 1928 konnte er seine eigenen Werke auf einer Einzelausstellung zeigen, die positiv bewertet wurde. Im selben Jahr kehrte er nach Japan zurück.
Auf der Ausstellung „Nika-ten“ (二科展) wurde Nakayama mit einem Sonderpreis ausgezeichnet. 1930 wurde er Mitglied der veranstaltenden Künstlergruppe. Im selben Jahr beteiligte er sich an der Gründung der Künstlergruppe „Dokuritsu bijutsu kyōkai“ (独立美術協会), 1931 übernahm er die Leitung der von der Gesellschaft eingerichteten Ausbildungsstätte, des „Dokuritsu bijutsu kenkyūjo“ (独立美術研究所). Während des Pazifikkriegs schuf er eine Reihe von Schlachtenbildern.
Nach dem Pazifikkrieg übernahm Nakayama 1946 eine Professur an der „Kyoritsu Women’s University“ (共立女子大学, Kyōritsu joshi daigaku) und engagierte sich in der Wiedererrichtung der „Dokuritsu bijutsu kyōkai“. 1951, anlässlich des Ablebens von Matisse, schuf er das Werk „Machisu Raisan“ (マチス礼讃) – „Matisse verehrend“, für das er 1952 mit dem Preis der Japanischen Akademie der Künste ausgezeichnet wurde.
1958 wurde Nakayama durch einen Schlaganfall linksseitig gelähmt, setzte aber seine künstlerische Tätigkeit fort und stellte weiterhin auf verschiedenen Ausstellungsreihen aus.